# Enciclopedia Salvat de la Fauna
L'Enciclopedia Salvat de la Fauna va ser una gran obra de 12 volums amb 3.300 pàgines, 4.000 fotografies i dibuixos sobre la fauna realitzada de 1970 a 1973, coordinada i dirigida per Félix Rodríguez de la Fuente. En l'equip de redactors es trobaven Miguel Delibes de Castro, Javier Castroviejo, Cosme Morillo i Carlos Vallecillo, entre d'altres. L'enciclopèdia va suposar un veritable repte, ja que durant tres anys es va publicar un fascicle setmanal de 24 pàgines. Es va traduir a catorze idiomes, i esdevingué un gran esdeveniment a nivell mundial. Es van vendre a Espanya i a l'estranger quaranta milions de volums. Delibes recordaria anys després haver vist l'enciclopèdia entre els llibres tècnics de la majoria dels museus de ciències naturals d'Europa.